# 송악산 (개성)
송악산(松岳山)은 조선민주주의인민공화국의 개성시에 있는 산이다. 높이는 488m. 부소갑(扶蘇岬)·곡령(鵠嶺)·문숭산(文崧山)이라고도 한다. 산 전체가 주로 화강암의 큰 바위로 되어 있다. 송악산 북쪽에는 천마산과 박연폭포가 있고, 남쪽으로는 진봉산과 룡수산의 안산이 솟아 있다. 고려의 옛 도읍인 송도(松都)의 진산이다. 산 남쪽 기슭에는 옛 고려의 고적으로 으뜸가는 왕궁터인 만월대(滿月臺)가 있다. 산 동쪽 기슭에 자하동(紫霞洞), 서쪽 기슭에 광명사정(廣明寺井)의 명승지가 있다. 

## 같이 보기
- 한국의 산